# Патьо Млъчков
Панчо (Патьо, Павел) Няголов Млъчков е български търговец и революционер.

## Биография
Роден е през 1838 г. в Копривщица, в семейство на овчари. Учи в килийно училище при Никита Вапцалията. За кратко е абаджийски чирак в Цариград. След това заминава за Александрия, Египет, където работи като помощник в кафене. Научава арабски и италиански език. Започва да купува прясно мляко и да го подквасва, продава го на пристанището. След това закупува биволици и отваря млекарница. Негов съдружник става брат му Рале. Доставя кисело мляко в болници, гостилници и консулства.
В началото на 1876 г. си купува къща в центъра на Копривщица – Млъчковата къща. На 25 март 1876 г., в дома на Тодор Каблешков полага клетва като член на революционния комитет. Внася в касата на комитета 20 златни турски лири. В къщата му се провеждат събрания. На 11 април 1876 г. е определен за комитетски съветник. По време на Априлското въстание е участник във Военния съвет и е избран да бъде комитетски касиер. Организира изпращането на чети, които да охраняват проходите около Копривщица. След погрома на въстанието е арестуван и затворен в метоха на църквата „Свети Николай“ в Копривщица. Освободен е от съратници пристигнали от Панагюрище. На 2 май 1876 г. отново е заловен и е отведен в Пловдив, а след това в Одрин. Осъден е на заточение на остров Родос. След Освобождението е пуснат на свобода. За кратко е в Александрия. Установява се в Копривщица, където се жени за Дина Старибратова, от която има две дъщери. Поради скорошната ѝ смърт, се жени повторно за Ана Попова от Сопот. От нея има дъщеря и четирима синове.
Умира през 1911 г.
Внук на Патьо Млъчков е синът на Рада Млъчкова др. Борис Старирадев.